# Neville Chamberlain
Neville Chamberlain (født 18. marts 1869 i Birmingham, død 9. november 1940 i Heckfield) var en britisk politiker, der repræsenterede Det Konservative Parti og var landets premierminister 1937-1940. 
Chamberlain er en af de mest kontroversielle engelske politikere i det 20. århundrede. Det skyldes den såkaldte appeasement-politik ("eftergivelsepolitik"), som han førte over for Adolf Hitler ved optakten til 2. verdenskrig. 
Før Chamberlain blev premierminister, havde han fra 1916 til 1937 tjent som sundhedsminister og finansminister. Al hans virke overskygges dog af, at han i 1938 underskrev München-aftalen og dermed lod Hitler overtage Sudeterland og senere hele Tjekkoslovakiet uden indgriben. Chamberlain trådte tilbage som premierminister den 10. maj 1940 efter Tysklands invasion af Frankrig, Nederland, Belgien og Luxembourg. Han blev fulgt af Winston Churchill og døde et halvt år senere af kræft.